# Kvarterspark

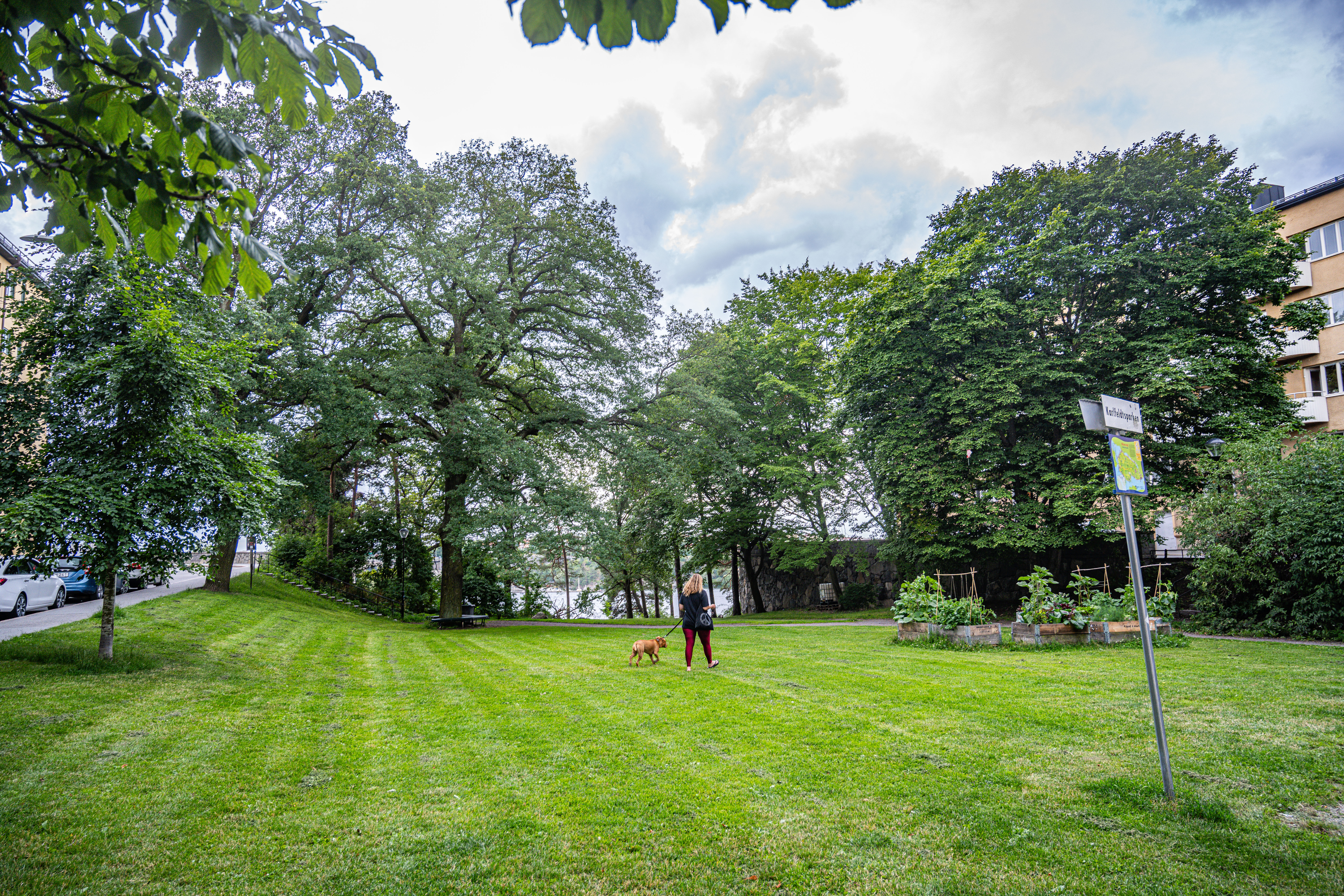
Karlfeldtsparken, en kvarterspark på Kungsholmen i Stockholm.

Kvarterspark är en bostadsnära park för lek, promenader, avkoppling och samvaro. I Stockholms parkprogram definieras en kvarterspark som en mindre park (0,5–5 hektar) ofta insprängd i bebyggelsen och på grund av sin litenhet ofta enfunktionell.
Begreppet kvarterspark används också i andra städer än Stockholm, exempelvis i Uppsala.

## Exempel på kvartersparker

### Stockholm
- Anders Franzéns park på Södermalm[3]
- Karlfeldtsparken på Kungsholmen

### Uppsala
- Byggmästarparken i Salabacke
- Murkelparken i Norby